# 체르노프 얼굴

이 예는 법률가의 12가지 판정 등급에 따른 체르노프 얼굴이다.

체르노프 얼굴(Chernoff Face)은 다차원 통계 데이터를 사람의 얼굴 이미지를 이용하여 시각적으로 표현하는 방법이다. 얼굴의 가로 너비, 세로 높이, 눈, 코, 입, 귀 등 각 부위를 변수로 대체하여 데이터의 속성을 쉽게 파악할 수 있도록 하기 위해 만들어졌다.